# Смит, Боб
Роберт Холброк Смит (англ. Robert Holbrook Smith) также известный как «доктор Боб» — один из создателей первого сообщества Анонимных алкоголиков, вместе с Биллом Уилсоном которое впоследствии разрослось до более чем 100 тыс. групп во всех странах мира, включающих в себя более 2 млн человек.

## Биография

### Ранние годы
Роберт Холброк Смит родился 8 августа 1879 года в городке Сент-Джонсбери, штат Вермонт, США в семье Сьюзан Холброк и Уолтера Перрина Смита (1841—1918). Боб был единственным ребёнком в семье, что по словам самого доктора сыграло немаловажную роль в становлении его характера. Его родители были очень религиозными людьми и часто заставляли юного Боба посещать службы в местной церкви и ходить в воскресную школу.
В 1897 году благодаря родительским связям Роберт поступил в Дартмутский колледж расположенном в Хановере, штат Нью-Гэмпшир, США. По словам самого доктора Боба именно там он начал употреблять алкоголь. Кроме того Смит заметил, что в отличие от других студентов, на начальном этапе своего пьянства он никогда не испытывал признаков похмелья головной боли либо плохого самочувствия. Что в будущем радикально повлияло на развитие его алкогольной зависимости. Окончив колледж в 1902 году, Боб Смит три года занимался продажей оборудования в Бостоне, Чикаго и Монреале. В течение этих лет Смит регулярно употреблял алкоголь.
В 1905 году Смит поступил на медицинский факультет Мичиганского университета, где впервые окружающие стали замечать, что он имеет проблемы с алкоголем. По утрам будущему основателю Анонимных Алкоголиков было тяжело подняться на занятия, и зачастую он прогуливал их, за что в конечном итоге через год был отчислен. Тем не менее Роберту удалось перевестись сразу на второй курс Медицинского колледжа Раша, тем не менее там его алкогольная зависимость, продолжила прогрессировать, ситуация стала до такой степени серьёзной, что отец Боба — Уолтер Смит был вызван в администрацию учебного заведения с предупреждением, что если он не повлияет на сына, то тот будет вскоре отчислен.
После разрешения ситуации Смит тем не менее смог доучиться до последнего курса, однако его появление в стельку пьяным на выпускных экзаменах, заставило руководство колледжа продлить обучение Боба ещё на два семестра, при этом поставив ему условие абсолютной трезвости — в противном случае его грозились немедленно отчислить. В дальнейшем Смиту под страхом отчисления удалось некоторое время воздерживаться от употребления спиртного и получить диплом. 

### Взрослая жизнь, алкоголизм, создание Анонимных Алкоголиков
Сразу после окончания университета Роберт Смит начал свою медицинскую практику врачом-ординатором в больнице города Акрон, (штат Огайо, США) в течение двух лет, он был в достаточной степени занят работой, и не употреблял алкоголь. Спустя два года Смит занялся частной практикой, которая вскоре начала приносить нему неплохой доход. 15 января 1915 года Роберт Смит женился на Энн Робинсон Рипли. По собственным словам после открытия частной практики, у Смита появилось множество свободного времени, также он начал мучиться желудочными болями, что заставило его вскоре постепенно вернуться к употреблению спиртного, так как доктор считал, что несколько рюмок за обедом облегчали боли. Тем не менее пьянство Роберта стало принимать угрожающие размеры. В течение трех лет пытаясь справиться с алкоголизмом он обратился к нескольким докторам и по меньшей мере несколько раз добровольно проходил лечение в больницах и санаториях, тем не менее всякий раз после выписки возвращаясь к употреблению алкоголя.

## Последние годы
Оставался трезвым с 10 июня 1935 вплоть до своей смерти. За это время совместно с Биллом Уилсоном и другими членами сообщества разработал программу 12 шагов Анонимных Алкоголиков и оказал помощь в преодолении алкоголизма более чем 5000 человек. Скончался от колоректального рака 16 ноября 1950 года в возрасте 71 года. Похоронен на «Mount Peace Cemetery» в Акроне (штат Огайо, США). 